# Castell Iulia Hașdeu
El castell Iulia Hașdeu és un capritx arquitectònic construït en forma de petit castell per l'historiador i polític Bogdan Petriceicu Hașdeu a la ciutat de Câmpina (Romania). Les seves obres es van iniciar el 1893, després que la filla de Hasdeu, Iulia Hașdeu, morís als 19 anys, fet que va sacsejar dramàticament la vida de Hasdeu. Deia que la seva difunta filla li va proporcionar els plans per construir el castell durant unes sessions d'espiritisme. L'edifici es va acabar el 1896.
El castell, que va necessitar moltes reparacions fins i tot quan Hașdeu era viu, va ser afectat per la Primera Guerra Mundial i el 1924 l'Ateneu Popular de Câmpina "BPHasdeu" va intentar portar-lo a restauració. El castell es va tornar a veure afectat per la Segona Guerra Mundial i es va mantenir en estat malmès fins al 1955, quan es va escriure el seu nom a la Llista de Monuments Històrics.
Des del 1994, el castell Iulia Hașdeu acull el Museu Memorial "BP Hașdeu" que mostra mobles i objectes personals de la família Hașdeu, incloses fotos, documents originals, manuscrits, ressenyes de Hasdeu i imatges de Nicolae Grigorescu i Sava Henția.